# Chicago Film Critics Association Awards 2006
La cerimonia di premiazione della 19ª edizione dei Chicago Film Critics Association Awards si è tenuta a Chicago, Illinois, il 28 dicembre 2006, per premiare i migliori film prodotti nell'anno 2006.

## Vincitori e candidati
I vincitori sono indicati in grassetto.

### Miglior film
- The Departed - Il bene e il male (The Departed), regia di Martin Scorsese
- Babel (Babel), regia di Alejandro González Iñárritu
- Little Miss Sunshine (Little Miss Sunshine), regia di Jonathan Dayton e Valerie Faris
- The Queen - La regina (The Queen), regia di Stephen Frears
- United 93 (United 93), regia di Paul Greengrass

### Miglior attore
- Forest Whitaker - L'ultimo re di Scozia (The Last King of Scotland)
- Leonardo DiCaprio - The Departed - Il bene e il male (The Departed)
- Ryan Gosling - Half Nelson (Half Nelson)
- Will Smith - La ricerca della felicità (The Pursuit of Happyness)
- Peter O'Toole - Venus (Venus)

### Migliore attrice
- Helen Mirren - The Queen - La regina (The Queen)
- Meryl Streep - Il diavolo veste Prada (The Devil Wears Prada)
- Kate Winslet - Little Children (Little Children)
- Judi Dench - Diario di uno scandalo (Notes on a Scandal)
- Maggie Gyllenhaal - SherryBaby (SherryBaby)
- Penélope Cruz - Volver (Volver)

### Miglior attore non protagonista
- Jackie Earle Haley - Little Children (Little Children)
- Brad Pitt - Babel (Babel)
- Jack Nicholson - The Departed - Il bene e il male (The Departed)
- Eddie Murphy - Dreamgirls (Dreamgirls)
- Ben Affleck - Hollywoodland (Hollywoodland)
- Michael Sheen - The Queen - La regina (The Queen)

### Migliore attrice non protagonista
- Rinko Kikuchi - Babel (Babel)
- Adriana Barraza - Babel (Babel)
- Jennifer Hudson - Dreamgirls (Dreamgirls)
- Abigail Breslin - Little Miss Sunshine (Little Miss Sunshine)
- Toni Collette - Little Miss Sunshine (Little Miss Sunshine)
- Cate Blanchett - Diario di uno scandalo (Notes on a Scandal)

### Miglior regista
- Martin Scorsese - The Departed - Il bene e il male (The Departed)
- Alejandro González Iñárritu - Babel (Babel)
- Clint Eastwood - Lettere da Iwo Jima (Letters from Iwo Jima)
- Stephen Frears - The Queen - La regina (The Queen)
- Paul Greengrass - United 93 (United 93)

### Miglior fotografia
- Emmanuel Lubezki - I figli degli uomini (Children of Men)
- Rodrigo Prieto - Babel (Babel)
- Michael Ballhaus - The Departed - Il bene e il male (The Departed)
- Matthew Libatique - The Fountain - L'albero della vita (The Fountain)
- Tom Stern - Lettere da Iwo Jima (Letters from Iwo Jima)

### Miglior colonna sonora originale
- Clint Mansell - The Fountain - L'albero della vita (The Fountain)
- Gustavo Santaolalla - Babel (Babel)
- Kyle Eastwood e Michael Stevens - Lettere da Iwo Jima (Letters from Iwo Jima)
- Philip Glass - Diario di uno scandalo (Notes on a Scandal)
- Alexandre Desplat - The Queen - La regina (The Queen)

### Migliore sceneggiatura originale
- Peter Morgan - The Queen - La regina (The Queen)
- Guillermo Arriaga - Babel (Babel)
- Iris Yamashita - Lettere da Iwo Jima (Letters from Iwo Jima)
- Michael Arndt - Little Miss Sunshine (Little Miss Sunshine)
- Paul Greengrass - United 93 (United 93)

### Migliore sceneggiatura non originale
- William Monahan - The Departed - Il bene e il male (The Departed)
- Todd Field e Tom Perrotta - Little Children
- Patrick Marber - Diario di uno scandalo (Notes on a Scandal)
- Garrison Keillor - Radio America (A Prairie Home Companion)
- Jason Reitman - Thank You for Smoking

### Miglior film documentario
- Una scomoda verità (An Inconvenient Truth), regia di Davis Guggenheim
- Deliver Us from Evil (Deliver Us from Evil), regia di Amy Berg
- Jesus Camp (Jesus Camp), regia di Heidi Ewing e Rachel Grady
- Shut Up and Sing (Dixie Chicks: Shut Up and Sing), regia di Barbara Kopple e Cecilia Peck
- Wordplay (Wordplay), regia di Patrick Creadon

### Miglior film in lingua straniera
- Lettere da Iwo Jima (Letters from Iwo Jima), regia di Clint Eastwood (USA/Giappone)

### Miglior performance rivelazione
- Sacha Baron Cohen - Borat - Studio culturale sull'America a beneficio della gloriosa nazione del Kazakistan (Borat: Cultural Learnings of America for Make Benefit Glorious Nation of Kazakhstan) e Ricky Bobby - La storia di un uomo che sapeva contare fino a uno (Talladega Nights: The Ballad of Ricky Bobby)
- Ivana Baquero - Il labirinto del fauno (El laberinto del fauno)
- Shareeka Epps - Half Nelson
- Rinko Kikuchi - Babel
- Keke Palmer - Una parola per un sogno (Akeelah and the Bee)

### Miglior regista rivelazione
- Rian Johnson - Brick - Dose mortale (Brick)
- Jonathan Dayton e Valerie Faris - Little Miss Sunshine (Little Miss Sunshine)
- Gil Kenan - Monster House (Monster House)
- Jason Reitman - Thank You for Smoking (Thank You for Smoking)
- James McTeigue - V per Vendetta (V for Vendetta)